# معن خليل عمر
معن خليل عمر الكيلاني عالم اجتماع عراقي

## سيرته
معن خليل عمر الكيلاني حفيد عبد القادر الجيلاني، من نفس فرع رشيد عالي الكيلاني رئيس الوزراء العراقي في العهد الملكي، وهو أحد أنشط وأبرز علماء الاجتماع في فترة الربع قرن الأخيرة، وذلك نتيجة لنشاطاته الواسعة سواء بأطروحاته أو مؤلفاته أو التدريس أو المناظرات الفكرية وغيرها. كما أنه قد تنقل في عدة بلدان عربية وعمل في جامعاتها، مثل المغرب والإمارات والأردن والسعودية إضافة إلى الجامعات العراقية.
حاصل على شهادة الدكتوراه من جامعة الكوخ - مشغن - الولايات المتحدة الأمريكية.
يميل دائما في أعماله إلى عملية الضبط المنهجي، اعتمادا على المناهج النوعية والمناهج الغربية، الأمر الذي جعله أسير هذه الأطر والتي عاب عليها ابرز علماء الاجتماع الدكتور علي الوردي، ورأى في أن دراسة مجتمعاتنا العربية المتمايزة عن الغرب يجب أن يتم وفقا لخصوصيتها.
امتاز معن عمر بسعة اطلاعه وهضمه للنظريات والمناهج الاجتماعية وهو ما انعكس في مؤلفاته المتعددة ومنها ابرز أعماله المبكرة وهي نقد الفكر الاجتماعي المعاصر الذي صدر في نهاية السبعينات من القرن العشرين. كما أن مثابرته ودأبه الدائمين اثمرى بجانب اطلاعه النظري على إخراج كتابه " نحو نظرية عربية في علم الاجتماع"، وهي محاولة تنظيرية ومنهجية تندرج في اطر الاتجاه النظري للفكر الصراعي.
من أعماله:
- . - تغيير، طبعتان.- ، صدرت طبعتان.- - علم اجتماع المعرفة.- نظريات معاصرة في علم الاجتماع.- علم اجتماع الفن - علم اجتماع الأسرة - مناهج البحث في علم الاجتماع- التغير الاجتماعي، 2004.- البناء الاجتماعي: نظمه وأنساقه.- دولة الإمارات العربية المتحدة والمفاعيل العملاقة.

لديه من المؤلفات في علم الاجتماع نحو 40 مؤلف واخر اصداراته (ثورات الكوخ العربي (علم اجتماع الثورة)) و (المعضلة العراقية) و (نخب العراق الحاكمة) و (علم اجتماع الديني) و (علم اجتماع الجندر) وغيرها من المؤلفات إضافة إلى البحوث والدراسات.
المصدر: موسوعة علم الاجتماع في العراق، مجلة علوم إنسانية www.ulum.nl
المصدر أيضا: الاستاذ الدكتور معن خليل العمر